# Wäinö Gustaf Palmqvist
Pour les articles homonymes, voir Palmqvist.
Wäinö Gustaf Palmqvist (né le 16 janvier 1882 à Kalajoki ; mort le 14 juin 1964 à Helsinki) est un architecte finlandais. Il est surtout connu pour ses conceptions de bâtiments industriels et commerciaux.

## Carrière
Palmqvist étudie au lycée d'Oulu, puis à partir de en 1898 au lycée de Jyväskylä où il obtient son baccalauréat en 1900. 
En 1905, il obtient son diplôme d'architecte à l'Institut polytechnique. 
De 1903 à 1907, il travaille pour le cabinet d'architectes de Gustaf Nyström. 
Durant les années 1910, Palmqvist travaille avec Birger Brunila, Armas Lindgren et avec Lars Sonck. 
De 1910 à 1919, il tient un cabinet d'architecte avec Einar Sjöström. 
En 1919 il ouvre son propre cabinet.

## Œuvres de Palmqvist
- Maison de l'Ostrobothnie
- Magasin Lackmann
- Chapelle funéraire du cimetière de Tampere
- Église de Kalajoki,
- Église de Jämsänkoski,
- Église de Padasjoki ,
- Église de Mänttä ,
- Église de Myllykoski .
- Ilveslinna, Jämsänkoski
- Bâtiment principal du journal Hufvudstadsbladet
- Maison des étudiants Ostrobotnia, Helsinki
- Papeterie de Yhtyneet Paperitehtaat OY, Jämsä
- Papeterie de Yhtyneet Paperitehtaat OY, Myllykoski
- Papeterie de Yhtyneet Paperitehtaat OY, Simpele
- Papeterie de Mänttä, Mänttä
- Papeterie de Kangas, Jyväskylä
- Immeuble commercial et de bureaux, Oulu
- Usine de la société Vaasa, Vaasa
- Usine de la société Vaasa, Oulu
- Usine de caoutchouc, Nokia
- Usine Waldhof, Käkisalmi
- Usine de câbles, Helsinki
- Merikortteli, Helsinki
- Hôpital Duodecim, Helsinki

## Galerie

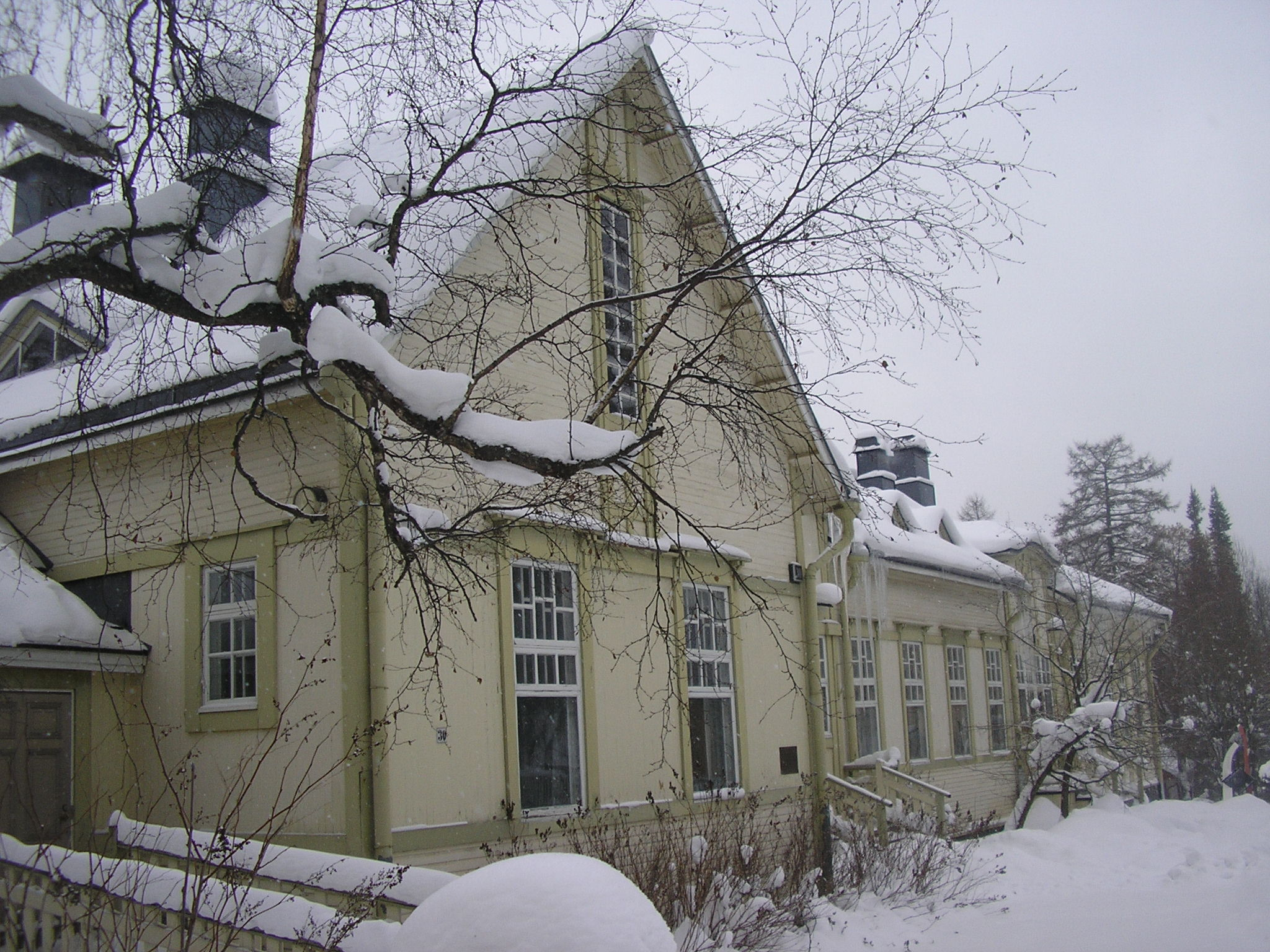
Maison de Hanna Parviainen, Jyväskylä.
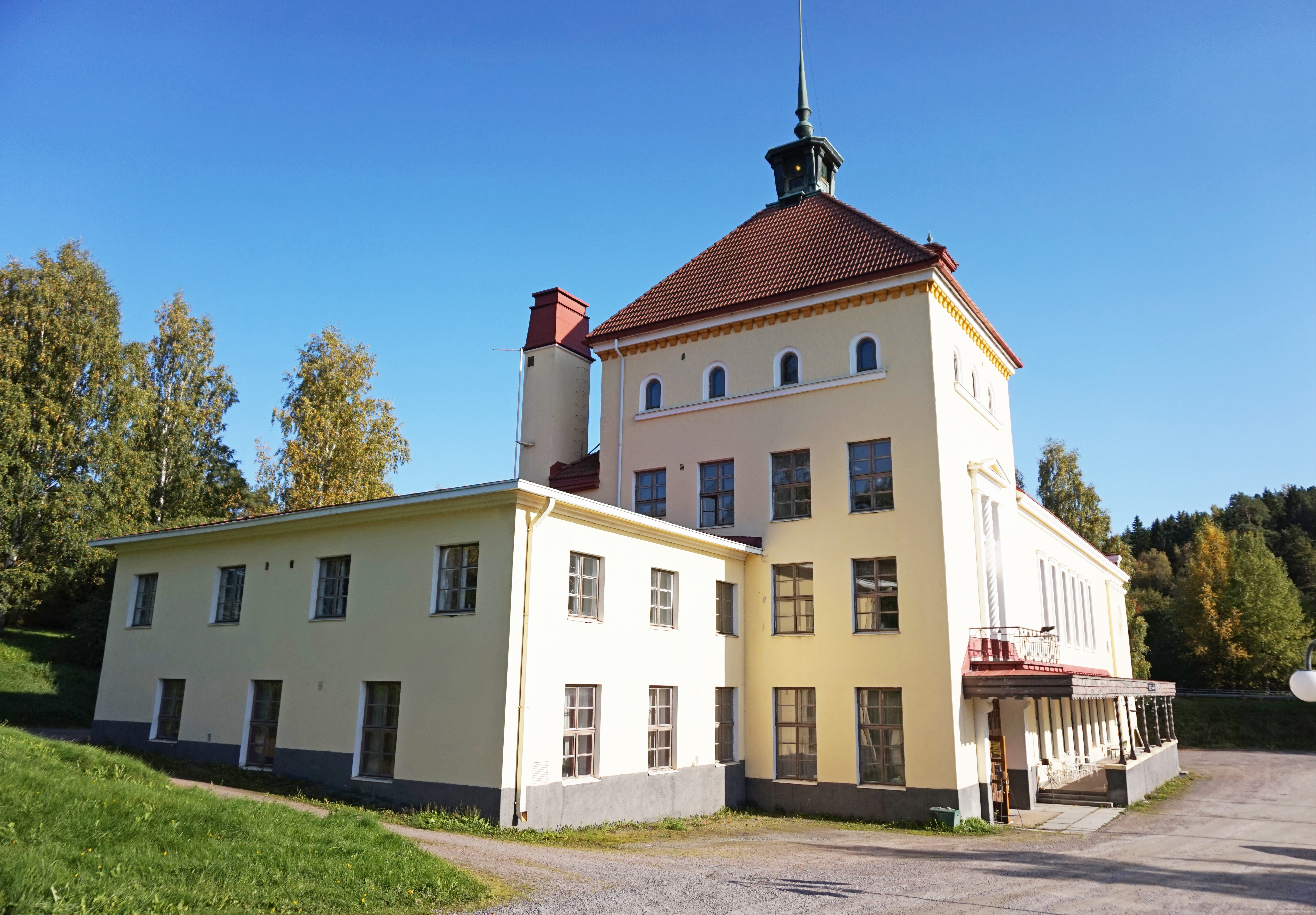
Ilveslinna, Jämsänkoski.
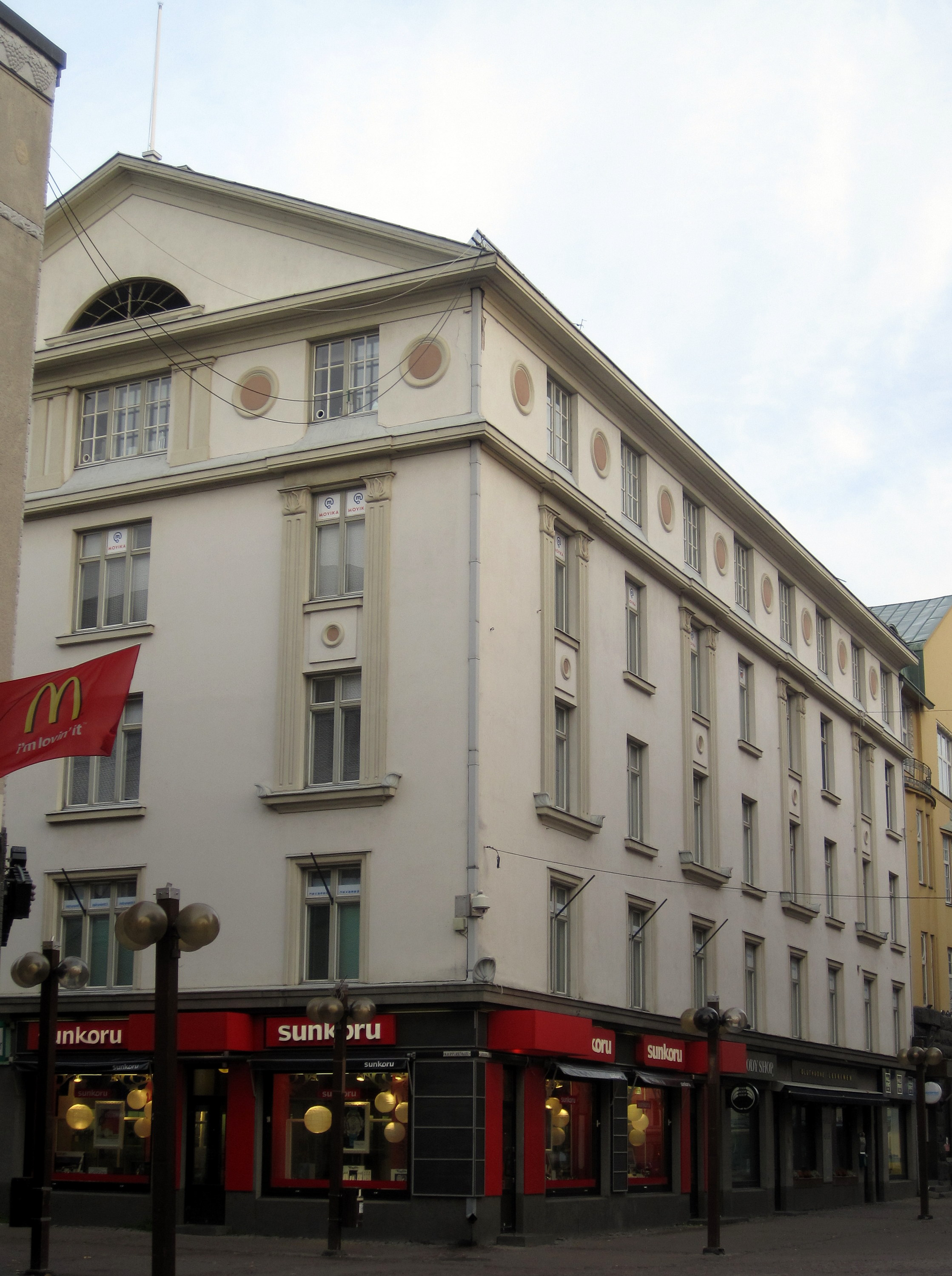
Immeuble de bureaux, rue Kirkkokatu, Oulu.
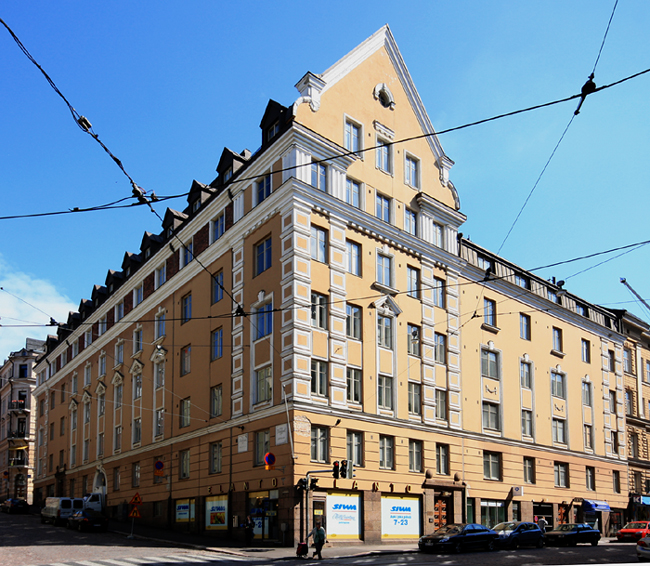
Coin des rues Snellmaninkatu et Liisankatu, Helsinki.

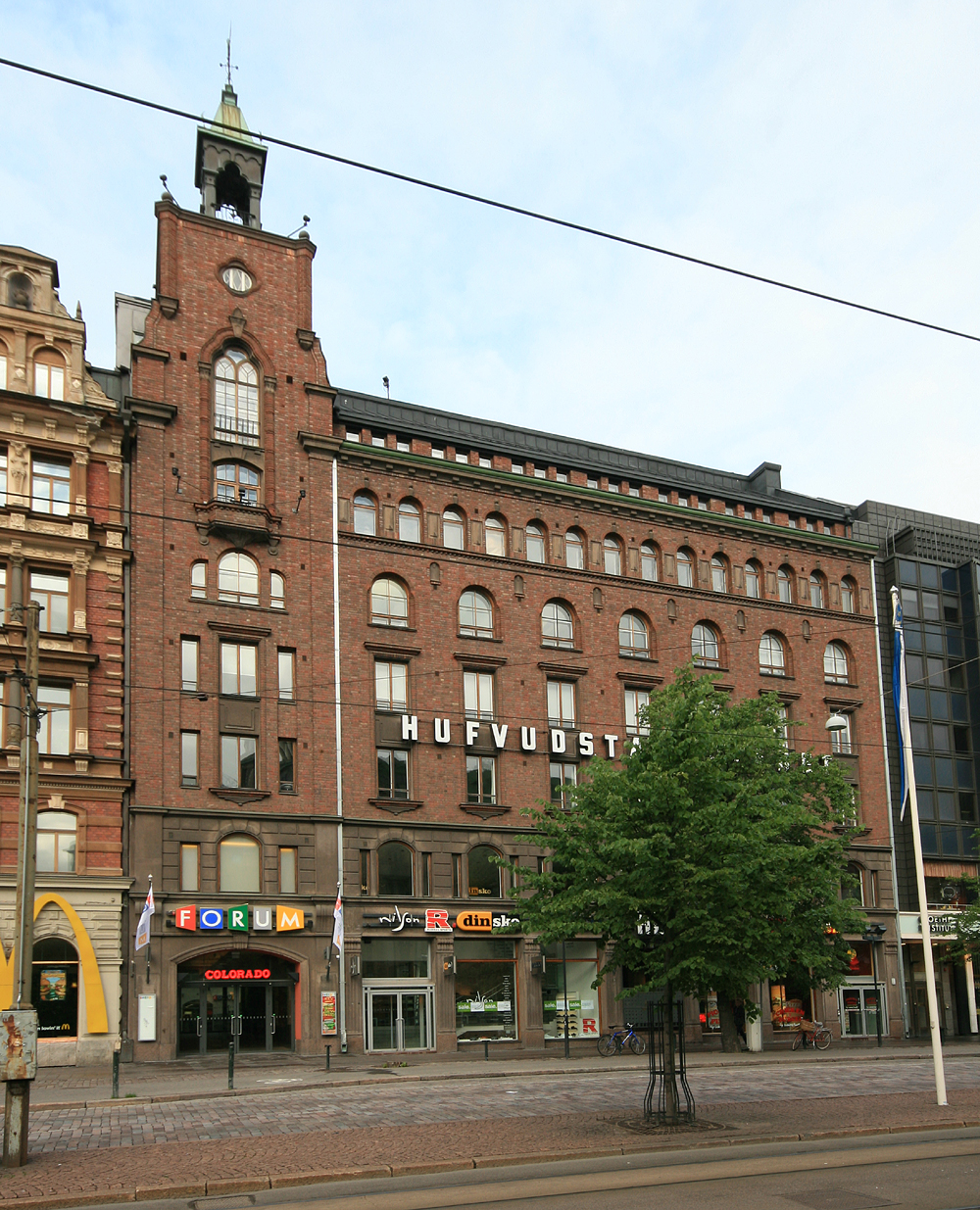
Hufvudstadsbladet, Mannerheimintie 18, Helsinki
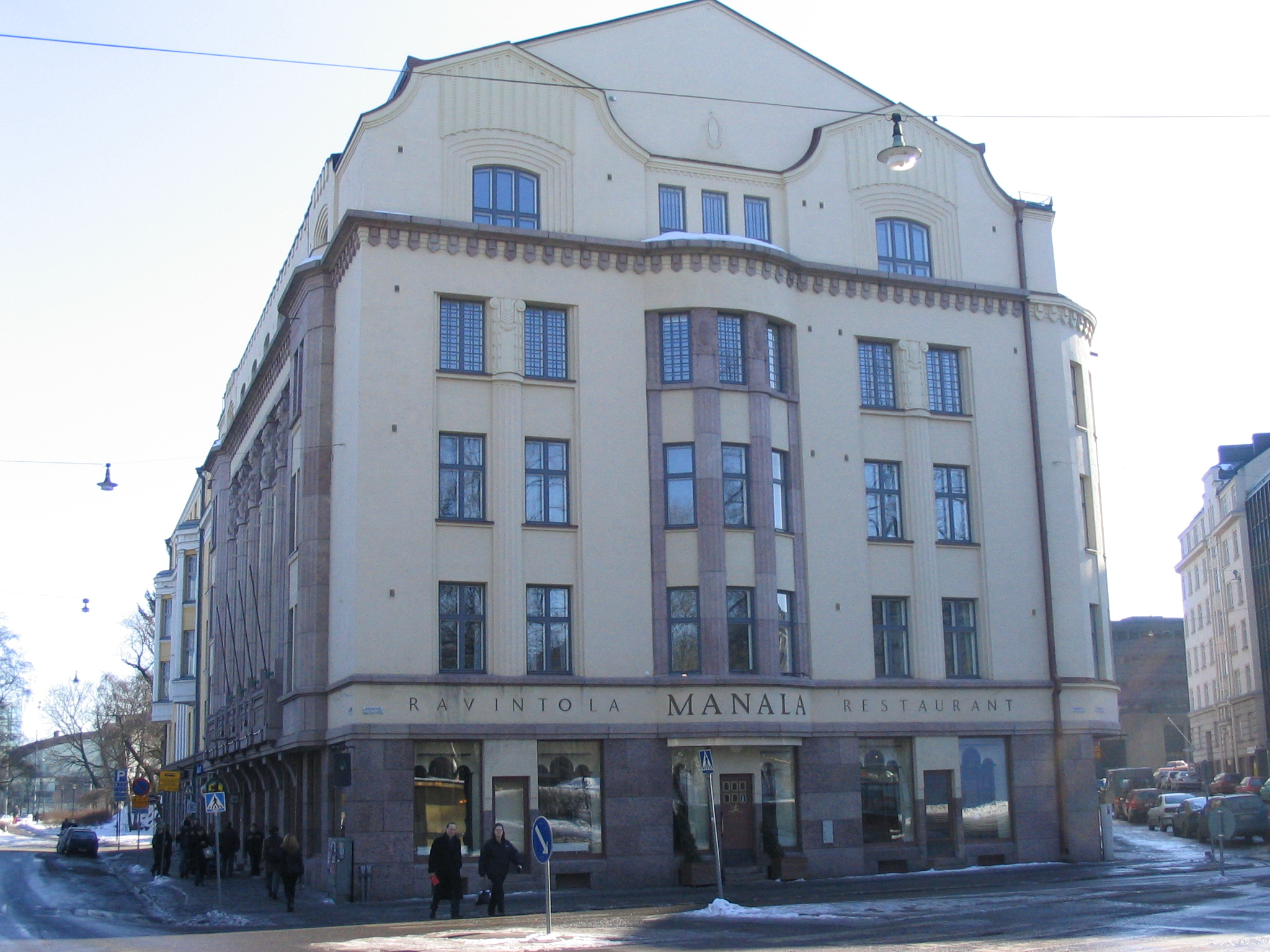
Maison des étudiants Ostrobotnia, Töölönkatu 3, Helsinki.
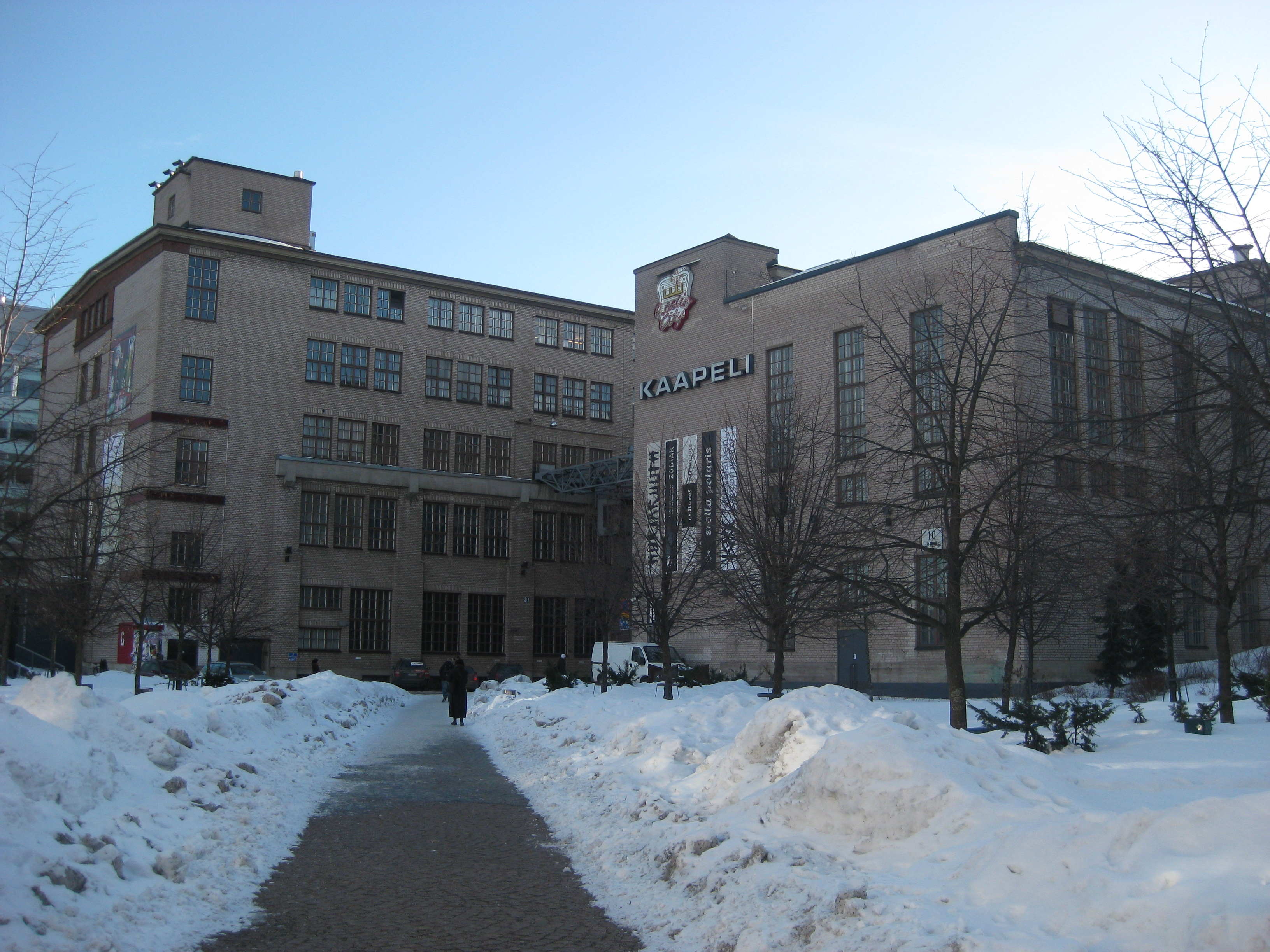
Usine de câbles, Helsinki.
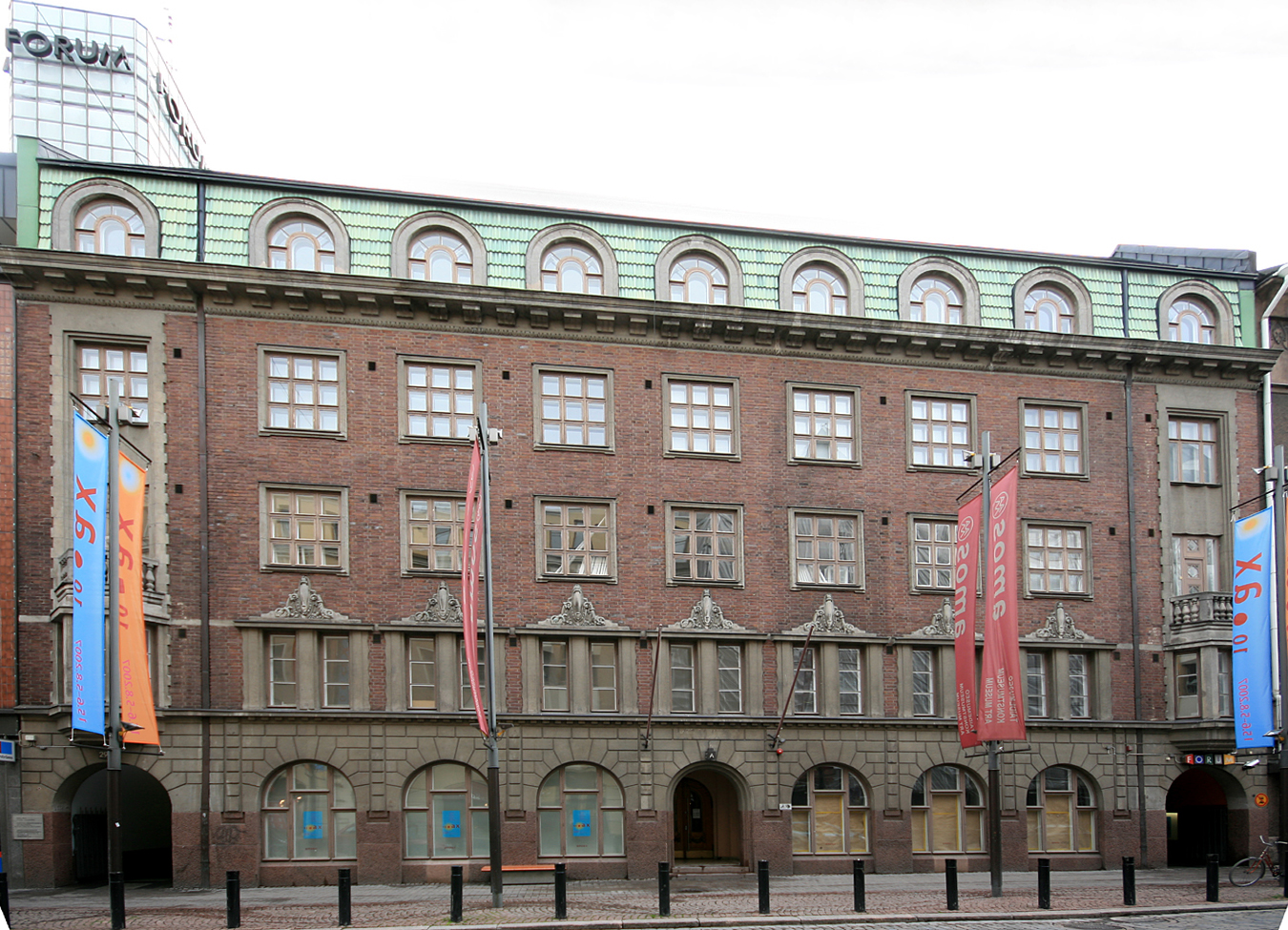
Musée Amos Anderson, Helsinki.